# Park Narodowy Ängsö
Park Narodowy Ängsö (szw. Ängsö nationalpark) – park narodowy położony w Szwecji, na terenie gminy Norrtälje w regionie administracyjnym Sztokholm. Obejmuje wyspę szkierową w archipelagu Roslagen. Park chroni XIX-wieczny krajobraz rolniczy, liczne gatunki roślin i zwierząt. Teren parku narodowego stanowi także ważny obszar wypoczynkowy dla mieszkańców aglomeracji sztokholmskiej, znany ze swego bogactwa przyrodniczego.
Ängsö leży w archipelagu Roslagen, który jest częścią Archipelagu Sztokholmskiego. Najbliższa miejscowość to Bergshamra położona 8 km na zachód.
Wyspa Ängsö była w przeszłości wykorzystywana rolniczo. Do XVII wieku składała się z dwóch wysepek przedzielonych wąską cieśniną. Wysepki połączyły się w wyniku podnoszenia się lądu w efekcie ruchów izostatycznych po stopieniu się lodowca skandynawskiego. Dawna cieśnina porosła trzcinami, które były używane jako karma dla zwierząt. Obecnie teren ten jest zajęty przez łąki.
Park Narodowy Ängsö został utworzony w 1909 wraz z ośmioma innymi szwedzkimi parkami narodowymi, jako pierwsze tego typu formy ochrony przyrody w Europie. Powstał w celu ochrony historycznych obszarów rolniczych z pastwiskami i łąkami, naturalnego boru sosnowego oraz lęgowisk ptaków.
Jest otwarty dla zwiedzających. Na wyspie wytyczono szereg ścieżek dydaktycznych, które ze względu na łagodne ukształtowanie terenu są łatwo dostępne. Niektóre części wyspy są zamknięte dla turystów podczas sezonu lęgowego (od 1 lutego do 15 sierpnia). Wyspa ma naturalny port, a w jego pobliżu znajduje się niewielkie centrum informacyjne.